# Rio Bogdanul
O Rio Bogdanul é um rio da Romênia afluente do Rio Mureş, localizado no distrito de Alba.